# Ново-Чеченский округ
Ново-Чеченский округ — административная единица в составе Чеченской АО Северо-Кавказского края РСФСР. Административный центр — село Асламбековское, Самашки.

## История
Округ был образован 8 марта 1926 года Указом Президиума Верховного Совета РСФСР из части Сунженского округа и бывших станиц Сунженской линии: Ермоловской, Михайловской, Романовской, Самашкинской, откуда ранее были выселены казаки. Постановлением ВЦИК от 27 декабря 1927 г. центр округа перенесен из села Асламбековского (Михайловского) в Самашки.
Постановлением ВЦИК РСФСР от 11 февраля 1929 года округ был упразднён, а его территория вошла в состав Сунженского и Урус-Мартановского округов.

## Население
По данным Всесоюзной переписи 1926 года:
- чеченцы — 20 604 (94,9 %)
- русские — 501 (2,3 %)
- украинцы — 132 (0,6 %)
- ингуши — 103 (0,5 %)

## Административный состав
- Алханкалинский сельсовет — с. Алхан-Кала (быв. ст. Ермоловская)
- Асланбековский сельсовет — с. Асланбековское (быв. ст. Михайловская), х. Таштиева
- Ачхой-Мартановский сельсовет — с. Ачхой-Мартан, х. Валерик, х. Мартан, х. Ноки, х. Ор Али, х. Сулейман-Али 1-й, х. Сулейман-Али 2-й, х. Чижаркан-Али
- Закан-Юртовский сельсовет — с. Закан-Юрт (быв. ст. Романовская)
- Катыр-Юртовский сельсовет — с. Катыр-Юрт
- Куларинский сельсовет — с. Кулары
- Самашкинский сельсовет — с. Самашкинское (быв. ст. Самашкинская)
- Старо-Ачхоевский сельсовет — х. Илах-Али, х. Старо-Ачхоевский
- Таштемировский сельсовет — х. Таштемировский
- Ходис-Юртовский сельсовет — с. Ходис-Юрт
- Шама-Юртовский сельсовет — с. Шами-Юрт
- Яндиевский сельсовет — х. Нютахчу, х. Шалхик, х. Янды, рзд. Алды, рзд. Закан, рзд. Ермоловский, ж/д ст. Самошкинская, ж/д ст. Серноводская, курорт Серноводск[8]